# Ledis Balceiro
Ledis Balceiro, född den 18 april 1975 i Matanzas, Kuba, är en kubansk kanotist.
Han tog OS-silver i C-2 500 meter i samband med de olympiska kanottävlingarna 2004 i Aten.
Han tog OS-silver i C-1 1000 meter i samband med de olympiska kanottävlingarna 2000 i Sydney.